# Glagolitische Schrift
Die glagolitische Schrift oder auch Glagoliza (in slawistischer Schreibweise auch Glagolica; bulgarisch/mazedonisch глаголица, serbokroatisch glagoljica) ist die älteste slawische Schrift. Die Glagoliza (von altkirchenslawisch glagol „Sprache“) ist eine Buchstabenschrift und wurde von Kyrill von Saloniki (826–869) erdacht. 

## Geschichte

### Mögliche ältere Verschriftung slawischer Sprachen mit Runen
Forscher fanden zwischen 2015 und 2017 bei der südmährischen Stadt Břeclav (dt. Lundenburg) nahe der Grenze zu Österreich auf einem auf etwa 600 n. Chr. datierten Knochen Runen. In der Siedlung mit slawischen Grubenhäusern fand sich auch Keramik des Prager Typs, die mit den frühen Slawen in Verbindung gebracht wird. Der Runen-Experte Robert Nedoma identifizierte die Zeichen als Runen im „älteren Futhark“, einer Variante der Runenschrift, die von den germanischsprachigen Bewohnern Mitteleuropas vom 2. bis 7. Jahrhundert n. Chr. verwendet wurde.

### Entwicklung der glagolitischen Schrift

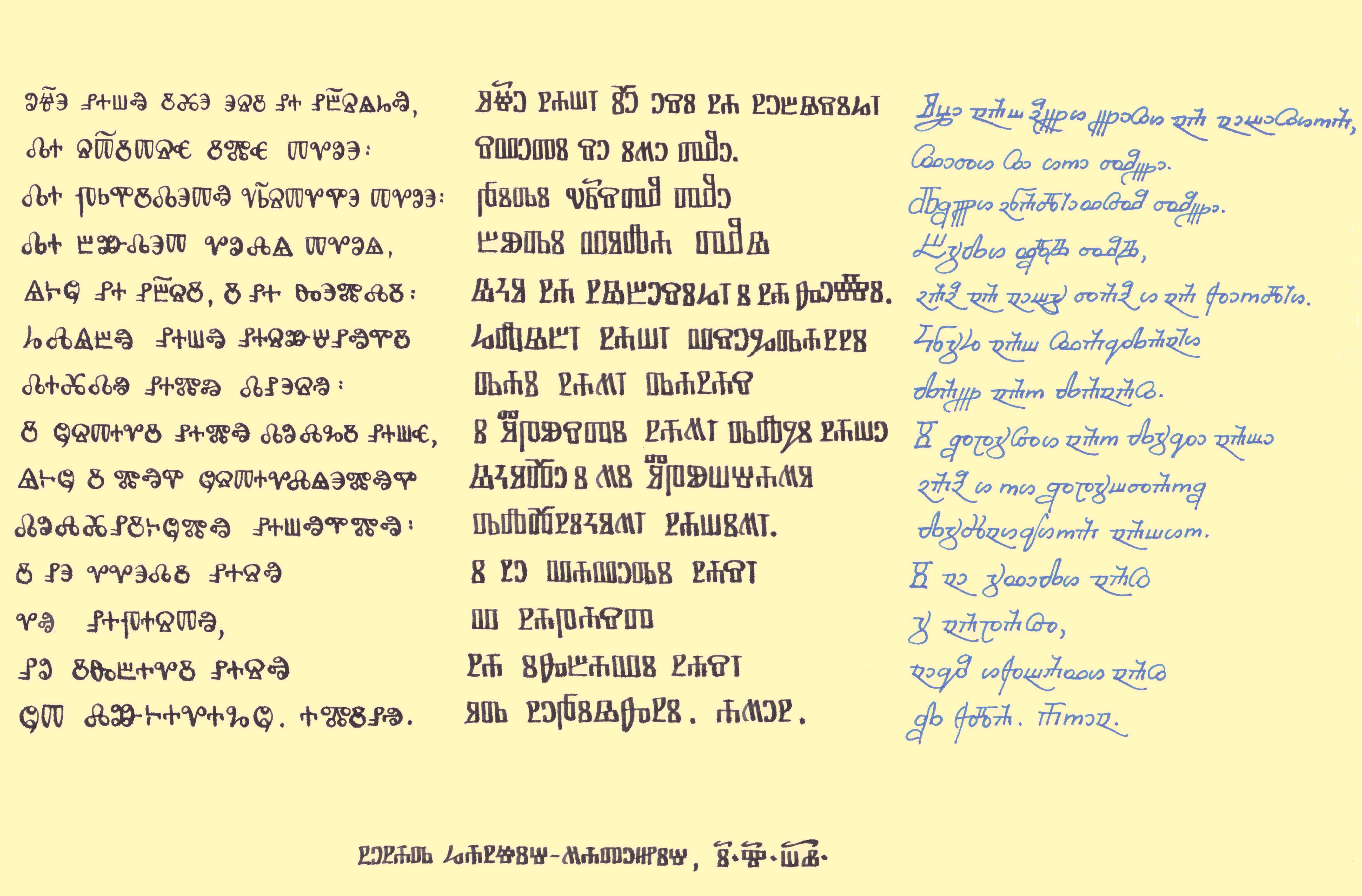
Die verschiedenen Entwicklungsstadien am Beispiel des Vater unser: Links die ursprüngliche runde Form, mittig die eckige kroatische Form und rechts die wenig bekannte kroatische kursive Schnellschreibform

Das glagolitische Alphabet wurde um 863 von dem byzantinischen Mönch Konstantin von Saloniki (Kyrill) für die Mission in Pannonien und Mähren weiterentwickelt.
Da das griechische Alphabet für die slawischen Sprachen nur eingeschränkt geeignet war und Konstantin die kulturelle Eigenständigkeit der Slawen betonen wollte, konzipierte er die glagolitische Schrift als „Abstandschrift“; d. h., er legte ihr zwar das griechische System (Buchstaben mit Laut- und numerischer Funktion) zugrunde, schuf jedoch ein formal unabhängiges, neues Alphabet.  Als Quellen dienten ihm neben den griechischen Minuskeln auch kaukasische (insbesondere das armenische oder georgische) und semitische Schriftsysteme.
Aus der konstruktiven Urform der Glagoliza entwickelte sich zunächst eine runde, dann auch eine eckige Variante:
- die runde Glagoliza dominierte im bulgarisch-mazedonisch-serbischen Raum,
- die jüngere eckige vor allem in Kroatien (Dalmatien, Istrien).

Die kyrillische Schrift, die im späten 9. Jahrhundert neu entstanden war, übernahm einige Zeichen der glagolitischen Schrift (ohne Zahlwert), und zwar für Laute, die im Slawischen vorhanden waren, im Griechischen dagegen fehlten.

### Geschichte des Schriftgebrauchs
Kyrill hatte die Schrift für die slawischen Sprachen entwickelt. Die liturgischen und theologischen Texte für den Aufbau einer Kirche in Mähren und Pannonien wurden ausschließlich in Glagoliza geschrieben, oft als Übersetzungen griechischer Texte.
Nach dem Tod Methods im Jahre 885 verließen seine Schüler Mähren und gingen ins Bulgarische Reich. Dort entstanden besonders in der Schule von Ohrid weitere Abschriften und Texte in glagolitischer Schrift.
Seit dem 9. Jahrhundert entwickelte sich im Bulgarischen Reich auch die kyrillische Schrift. Diese verdrängte die Glagoliza bis ins 12. Jahrhundert dort vollständig.
In Dalmatien blieb sie für die katholische Liturgie gebräuchlich, die sie nutzenden Kleriker wurden Glagoljaši genannt. 1248 erlaubte Papst Innozenz IV., die Messe dort in kirchenslawischer Sprache zu halten, die liturgischen Texte wurden in glagolitischer Schrift geschrieben.
In Serbien konnte sich die Glagoliza bis ins 13. Jahrhundert halten.
Das erste mit glagolitischen Lettern gedruckte Buch erschien 1483 in Venedig (Missale Romanum Glagolitice).
Mitte des 16. Jahrhunderts verwendete der Begründer des slowenischen Schrifttums, Primož Trubar, die glagolitische Schrift für Übersetzungen seiner religiöser Texte.

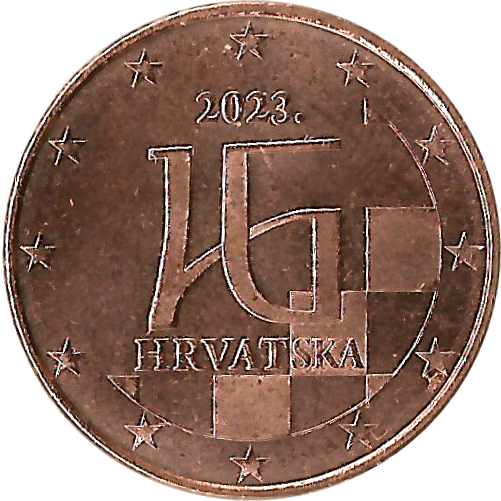
Nationale Seite der kroatischen 5-Cent-Münze (2023)

Besonders auf der Insel Krk und in der nordwestkroatischen Region Istrien hielt sich die Glagoliza. Für die im 19. Jahrhundert entstehende Nationalbewegung der Kroaten wurde sie ein Zeichen der Abgrenzung gegen den lateinischen Westen und den orthodoxen Osten. Auch in der kroatischen katholischen Kirche blieb sie in Gebrauch. Noch um die Wende vom 19. zum 20. Jahrhundert erschien ein katholisches kirchenslawisches Messbuch in glagolitischer Schrift.
Die Glagoliza gilt noch heute in Kroatien als nationales Symbol. So zeigen die nationalen Seiten der seit Januar 2023 gültigen kroatischen Euromünzen zu 1 Cent, 2 Cent und 5 Cent eine Ligatur der Buchstaben Ⱈ (H) und Ⱃ (R) gemäß dem internationalen Länderkürzel HR für Kroatien laut ISO-3166-1. Auch wird sie häufig als Verzierung verwendet (z. B. als Schmuck, bei Logos oder als Tätowierung).

## Alphabet
Die Buchstaben des glagolitischen Alphabets:
| Abbildung           | Unicode-Zeichen | Name                   | Transliteration                                     | Aussprache | Vermutlicher Ursprung | Moderne slawisch-kyrillische Entsprechung                                                                  |
| ------------------- | --------------- | ---------------------- | --------------------------------------------------- | ---------- | --- | --- |
| Azu                 | Ⰰ               | As                     | azъ                                                 | /ɑ/        | Kreuzzeichen, oder hebräisch Aleph א                                                                                              | (А а) a |
| Bouky               | Ⰱ               | Buky                   | buky                                                | /b/        | Unbekannt; das samaritanische /m/ entspricht dem spiegelverkehrten Buchstaben, georgisch /l/ entspricht fast genau dem Buchstaben | (Б б) be                                                                                                   |
| Vede                | Ⰲ               | Wede                   | *vědě, vědi                                         | /ʋ/        | Vermutlich lateinisches V | (В в) ve                                                                                                   |
| Glagolu             | Ⰳ               | Glagoli                | glagoli, glagolъ                                    | /ɡ/        | (Γ γ) Griechisches Gamma | (Г г) ge; siehe auch (Ґ ґ) ukrainisches ge                                                                 |
| Dobro               | Ⰴ               | Dobro                  | dobro                                               | /d/        | (Δ δ) Griechisches Delta (vgl. /v/ als /d/ umgedreht)                                                                             | (Д д) de                                                                                                   |
| Jestu               | Ⰵ               | Jest'                  | jestъ                                               | /ɛ/        | Vermutlich samaritanisches /he/ oder griechisches Sampi (Ϡ ϡ)                                                                     | (Е е) je; siehe auch (Э э) e und (Є є) Ukrainisches je                                                     |
| Zhivete             | Ⰶ               | Schiwete               | *živěti, živěte                                     | /ʒ/        | Vermutlich koptisches janja (Ϫ ϫ)                                                                                                 | (Ж ж) že                                                                                                   |
| Dzelo               | Ⰷ               | Dselo                  | dzělo                                               | /d͡z/       | Vermutlich griechisches Stigma (Ϛ ϛ)                                                                                              | (Ѕ ѕ) Makedonisches dse                                                                                    |
| Zemlja              | Ⰸ               | Semlja                 | zemlja                                              | /z/        | (Θ θ) Variante des griechischen Theta                                                                                             | (З з) ze                                                                                                   |
| ,                   | Ⰺ, Ⰹ            | Ische                  | iže                                                 | /i/, /j/   | (Ι ι) Griechisches Iota mit Trema                                                                                                 | (И и) i; auch (Й й) Kurzes i                                                                               |
| I                   | Ⰻ               | I                      | i                                                   | /i/, /j/   | Quelle unbekannt, vermutlich eine Kombination der christlichen Symbole des Kreises und des Dreiecks                               | (І і) Ukrainisches/belarussisches i; auch (Ї ї) Ukrainisches ji                                            |
| Gjerv               | Ⰼ               | Djerw                  |                                                     | /d͡ʑ/       | Unbekannte Quelle | (Ћ ћ) Serbisches će und später (Ђ ђ) serbisches đe                                                         |
| Kako                | Ⰽ               | Kako                   | kako                                                | /k/        | Vom hebräischen Koph von ק | (К к) ka                                                                                                   |
| Ljudie              | Ⰾ               | Ljudije                | ljudije                                             | /l/, /ʎ/   | (Λ λ) Griechisches Lambda | (Л л) el                                                                                                   |
| Myslite             | Ⰿ               | Myslite                | myslite                                             | /m/        | (Μ μ) Griechisches My | (М м) em                                                                                                   |
| Nashi               | Ⱀ               | Nasch                  | našь                                                | /n/, /ɲ/   | Quelle unbekannt | (Н н) en                                                                                                   |
| Onu                 | Ⱁ               | On'                    | onъ                                                 | /ɔ/        | Quelle unbekannt | (О о) o |
| Pokoi               | Ⱂ               | Pokoi                  | pokojь                                              | /p/        | (Π π) Griechisches Pi | (П п) pe                                                                                                   |
| Rici                | Ⱃ               | Rzi                    | rьzi                                                | /r/        | (Ρ ρ) Griechisches Rho | (Р р) er                                                                                                   |
| Slovo               | Ⱄ               | Slowo                  | slovo                                               | /s/        | Quelle unbekannt, vermutlich eine Kombination der christlichen Symbole des Kreises und des Dreiecks                               | (С с) es                                                                                                   |
| Tvrido              | Ⱅ               | Twerdo                 | tvrьdo                                              | /t/        | (Τ τ) Griechisches Tau | (Т т) te                                                                                                   |
| Uku                 | Ⱆ               | Uk'                    | ukъ                                                 | /u/        | Ligatur von onъ und ižica | (У у) u |
| Fritu               | Ⱇ               | Fert                   | frьtъ                                               | /f/        | (Φ φ) Griechisches Phi | (Ф ф) ef                                                                                                   |
| Heru                | Ⱈ               | Cher                   | chěrъ                                               | /x/        | Unbekannt, vergleichbar mit /g/ und dem lateinischen h                                                                            | (Х х) ha                                                                                                   |
| Otu                 | Ⱉ               | Ot                     | ōtъ                                                 | /ɔ/        | Ligatur von onъ und dessen spiegelverkehrtem Bild                                                                                 | (Ѿ ѿ) ot (obsolet)                                                                                         |
| Shta                | Ⱋ               | Schta                  | šta (ursprünglich vielleicht psalmъ und dann pěsnь) | /ʃt/       | Ligatur von ša an der Spitze von chěrъ (oder von tvrьdo, weniger wahrscheinlich)                                                  | (Щ щ) schtscha im Russischen, schta im Serbischen oder Bulgarischen                                        |
| Ci                  | Ⱌ               | Zi                     | ci                                                  | /t͡s/       | (ץ) Hebräisches Tzade, Endform | (Ц ц) ce                                                                                                   |
| Chrivi              | Ⱍ               | Tscherw                | chěrъ                                               | /t̠͡ʃ/       | (צ) Hebräisches Tzade, Nicht-finalisierte Form                                                                                    | (Ч ч) če                                                                                                   |
| Sha                 | Ⱎ               | Scha                   | ša                                                  | /ʃ/        | (ש) Hebräisches Shin / (Ϣ) koptisches šai                                                                                         | (Ш ш) eš bzw. scha                                                                                         |
| Jeru                | Ⱏ               | Yer'                   | jerъ                                                | /ɯ/        | Vermutlich eine Modifikation von onъ                                                                                              | (Ъ ъ) hartes Zeichen                                                                                       |
| Jery                | ⰟⰊ              | Jer                    | jery                                                | /ɨ/        | Ligatur, siehe Anmerkung unter der Tabelle                                                                                        | (Ы ы) jery                                                                                                 |
| Jeri                | Ⱐ               | Jerj                   | jerь                                                | /ɘ/        | Vermutlich eine Modifikation von onъ                                                                                              | (Ь ь) weiches Zeichen                                                                                      |
| Jati                | Ⱑ               | Jat                    | jatь                                                | /æ/, /jɑ/  | Vermutlich vom epigraphischen griechischen Alpha Α, oder eine Ligatur des griechischen E+I                                        | (Ѣ ѣ) jat (1917–1918 aus dem Russischen entfernt, 1945 aus dem Bulgarischen)                               |
|                     | Ⱖ               |                        |                                                     | /jo/       | | (Ё ё) o jotifiziert (eine hypothetische Form)                                                              |
| Jou                 | Ⱓ               | Ju                     | ü, ju                                               | /ju/       | Vereinfachte Ligatur IOV | (Ю ю) ju                                                                                                   |
| Ensu (small jousu)  | Ⱔ               | kleines Jus            | ja                                                  | /ɛ̃/        | | (Ѧ ѧ) kleines jus, später (Я я) ja                                                                         |
| Jensu (small jousu) | Ⱗ               | kleines Jus präjotiert | *ęsъ                                                | /jɛ̃/       | Ligatur von jestъ und Nasalisierung                                                                                               | (Ѩ ѩ) Kleines jus jotifiziert (obsolet)                                                                    |
| Onsu (big jousu)    | Ⱘ               | großes Jus             | *ǫsъ                                                | /ɔ̃/        | Ligatur von onъ und Nasalisierung                                                                                                 | (Ѫ ѫ) Großes jus (1945 aus dem Bulgarischen entfernt)                                                      |
| Jonsu (big jousu)   | Ⱙ               | großes Jus präjotiert  | jǫsъ                                                | /jɔ̃/       | | (Ѭ ѭ) Großes jotifiziertes jǫsъ (in den 1910ern aus dem Bulgarischen entfernt)                             |
| Thita               | Ⱚ               | Fita                   | ḟita                                                | /θ/        | (Θ θ) Griechisches Theta | (Ѳ ѳ) ḟita (1917–1918 aus dem Russischen entfernt)                                                         |
| Yzhica              | Ⱛ               | Ischiza                | ižica                                               | /ʏ/, /i/   | Ligatur von ižica und jerъ | (Ѵ ѵ) Ižica (seit den 1870ern im Russischen offiziell obsolet erklärt, jedoch in Verwendung bis 1917–1918) |

## Handschriften

### 10. bis 13. Jahrhundert
| Abbildung | Bezeichnung                  | Entstehungszeit                                            | Entstehungsort                               | Anmerkungen                                                            | Archiv                                                                                      |
| --------- | ---------------------------- | ---------------------------------------------------------- | -------------------------------------------- | ---------------------------------------------------------------------- | ------------------------------------------------------------------------------------------- |
|           | Kiewer Blätter               | vor 950                                                    | Fürstentum Pannonien?                        | katholisches(!) Missalefragment, sieben Blätter                        | Kiew, Akademie der Wissenschaften                                                           |
|           | Codex Assemanianus           | 10. oder 11. Jahrhundert                                   | Bulgarisches Reich? (Schule von Ohrid)       | Evangelistar, 158 Blätter                                              | Rom, Vatikanische Apostolische Bibliothek, Cod. Slav. 3                                     |
|           | Codex Zographensis           | Ende des 10. Jahrhunderts oder Anfang des 11. Jahrhunderts | Bulgarisches Reich? (Schule von Ohrid)       | Evangeliar, 304 Blätter (Palimpsest)                                   | St. Petersburg, Russische Nationalbibliothek                                                |
|           | Codex Marianus               | Anfang 11. Jahrhundert                                     | Bulgarisches Reich? (Schule von Ohrid)       | Evangeliar, 174 Blätter                                                | Moskau, Russische Staatsbibliothek, Wien, Österreichische Nationalbibliothek                |
|           | Prager Blätter               | 11. Jahrhundert                                            | Kloster Sázava?, Böhmen                      | Gebete, Lektionar-Fragment, zwei Blätter                               | Prag, Domkapitel, N 57                                                                      |
|           | Euchologium Sinaiticum       | 11. Jahrhundert                                            | Bulgarisches Reich                           | Euchologion, 137 Blätter                                               | Sinai-Halbinsel, Katharinenkloster                                                          |
|           | Psalterium Sinaiticum        | 11. Jahrhundert                                            | Bulgarisches Reich?                          | Psalter mit 15 Hymnen, 209 Blätter                                     | Sinai-Halbinsel, Katharinenkloster                                                          |
|           | Rila-Blätter                 | 11. Jahrhundert                                            | Bulgarisches Reich                           | Paraenesis von Ephraim dem Syrer und Gebete, 8 Blätter und 3 Fragmente | Rila-Kloster, Cod. 3/6; St. Petersburg, Russische Akademie der Wissenschaften, Cod. 25.4.15 |
|           | Evangelium Achridanum        | 11. Jahrhundert                                            | Bulgarisches Reich?, evtl. Schule von Ohrid? | Evangelistar-Fragment, zwei Blätter                                    | Odessa, Nationale Wissenschaftliche Bibliothek, Cod. 1/2 (532)                              |
|           | Glagolita Clozianus          | 11. Jahrhundert                                            | Bulgarisches Reich oder Dalmatien            | Homilien, 14 Blätter                                                   | Trient, Stadtbibliothek; Innsbruck, Tiroler Landesmuseum                                    |
|           | Palimpsest von Bojana        | spätes 11. Jahrhundert                                     | Bulgarisches Reich?, Schule von Ohrid?       | Palimpsest (Erstschrift) in einer Handschrift aus dem 13. Jahrhundert  | Moskau, Russische Staatsbibliothek, M 1960                                                  |
|           | Wiener glagolitische Blätter | Ende 11. Jahrhundert oder Anfang 12. Jahrhundert           | Dalmatien?                                   | Apostolar-Fragment, zwei Blätter                                       | Wien, Österreichische Nationalbibliothek                                                    |
|           | Mihanović-Apostolar          | 11. oder 12. Jahrhundert                                   | Zahumlje?                                    | Apostolar-Fragment, 2 Blätter                                          | Zagreb, Akademie der Wissenschaften und Künste                                              |
|           | Gršković-Apostolar           | 12. Jahrhundert                                            | Zahumlje?                                    | Apostolar-Fragment, 4 Blätter                                          | Zagreb, Akademie der Wissenschaften und Künste                                              |
|           | Dimitar-Psalter              | 12. oder 13. Jahrhundert                                   | nordöstliches Bulgarisches Reich             | Psalmen, Gebete, Rezepte gegen Krankheiten, 154 Blätter                | Sinai-Halbinsel, Katharinenkloster                                                          |

### 14. bis 15. Jahrhundert
| Abbildung | Bezeichnung                 | Entstehungszeit               | Entstehungsort       | Anmerkungen | Archiv                                         |
|           | Missale von Fürst Novak     | 1368                          | Krk, Dalmatien       | Missale, mit Miniaturen | Wien, Österreichische Nationalbibliothek       |
|           | Evangelistar von Reims      | 1395 (glagolitischer Teil)    | Prag, Emmauskloster? | Evangelistar, 31 Blätter in einer kyrillischen Handschrift aus dem 11. Jh.                                                               | Reims, Bibliothèque municipale                 |
|           | Missale von Fürst Hrvoje    | um 1404                       | Split, Dalmatien     | Missale, 247 Blätter | Istanbul, Topkapi Sarayi-Bibliothek            |
|           | Kroatischer Lucidarius      | erste Hälfte 15. Jahrhundert. | Dalmatien            | Kompendium zu theologischen und naturwissenschaftlichen Themen, Übertragung des lateinischen Elucidarium (siehe Der deutsche Lucidarius) |                                                |
|           | Brevier des Priesters Mavra | 1460                          | Vrbnik, Krk          | Brevier, 417 Blätter | Zagreb, Akademie der Wissenschaften und Künste |

## Drucke (15. bis 17. Jahrhundert)
| Abbildung | Bezeichnung                        | Entstehungszeit | Entstehungsort                  | Anmerkungen | Archiv |
|           | Missale Romanum Glagolitice        | 1483            | Venedig? oder Kosinj, Kroatien? | katholisches Missale Romanum, erstes gedrucktes glagolitisches Buch |        |
|           | Glagolitisches Neues Testament     | 1562 und 1563   | Tübingen                        | erstes Neues Testament in glagolitischer Schrift, angefertigt zur Verbreitung reformatorischer Bestrebungen unter der kroatischen Bevölkerung in der Habsburgermonarchie |        |
|           | Missale Romanum Slavonico idiomate | 1631            | Rom                             | Neufassung des Missale Romanum |        |

## Inschriften
| Abbildung | Bezeichnung     | Entstehungszeit                | Ort                                                                                              | Anmerkungen                           |
| --------- | --------------- | ------------------------------ | ------------------------------------------------------------------------------------------------ | ------------------------------------- |
|           | Inschrift       | frühes 10. Jahrhundert         | Weliki Preslaw, Rundkirche                                                                       | eine kurze Inschrift und ein Alphabet |
|           | Inschrift       | wahrscheinlich 10. Jahrhundert | Höhlenkloster bei Murfatlar, Dobrudscha                                                          |                                       |
|           | Inschriften     | 11. bis 13. Jahrhundert        | Nowgorod, Sophienkathedrale                                                                      | 10 Inschriften                        |
|           | Tafel von Baška | um 1100                        | Krk, Dalmatien                                                                                   | Gründungstext für eine Kirche         |
|           | Inschrift       |                                | Benediktinerkloster vom Hl. Cosmas und Damian auf dem Berg Ćokovac bei Tkon auf der Insel Pašman |                                       |

## Denkmäler
| Abbildung | Bezeichnung         | Entstehungszeit | Ort                | Anmerkungen                        |
| --------- | ------------------- | --------------- | ------------------ | ---------------------------------- |
|           | Gedenktafel         | 1944            | Zagreb, Kathedrale | Text                               |
|           | Glagolitische Allee | 1976            | Istrien            |                                    |
|           | Wegweiser           |                 | Drivenik           |                                    |
|           | Graffiti            | 2003            | Zagreb             |                                    |
|           | Glagolitischer Pfad | ab 2006         | Baška, Krk         | glagolitische Buchstaben aus Stein |
|           | Straßenname         |                 | Dobrinj, Krk       |                                    |

Ein weiteres Denkmal mit der Aufschrift „Sunčanik“ befindet sich in Senj, exakt am 45. Breitengrad.